# Sun21
El Sun21 es un catamarán de 14 m de eslora y 6,5 m de manga, diseñado para funcionar con energía solar.

## Recorrido
El objetivo de este barco es cruzar el océano Atlántico utilizando sólo como combustible la energía del sol.
El 16 de octubre de 2006 salió de Basilea (Suiza), hasta Cádiz, en la desembocadura del Guadalquivir, a bordo de un barco de carga. Desde la localidad gaditana, el Sun21 navegó a lo largo del río Guadalquivir hasta llegar a Sevilla.
Está previsto que comience su travesía del Atlántico el 29 de noviembre y que llegue a Nueva York el 8 de mayo de 2007, después de completar 7000 millas náuticas  (enlace roto disponible en Internet Archive; véase el historial, la primera versión y la última)..